# 俾士
佐治·俾士（英語：G. Piercy，1856年9月13日—1941年10月3日），英裔香港教育家，拔萃男書院第二任校長(1878年－1918年)。

## 生平
佐治·俾士1856年（咸豐六年）中秋節生於廣州，因與其父親俾士牧師（Rev. George Piercy， 1829－1913）同名，早年又稱「小俾士」（George Piercy, Jr.）。小俾士為俾士牧師次子，幼年體弱，後因小兒麻痺症跛一足，終生未癒。
小俾士童年在廣州接受教育，1864年負笈英倫，先後就讀於美以美教會學院（College of Methodist Episcopal Church）、湯頓文法學校（Taunton Grammatical School）及倫敦大學（London University）。1874年後，擔任廣州同文館(Tungwen Kuan)英文教習。1876年，赴日本短期進修。1877年，任香港中央書院(今皇仁書院)（Central Government School）助理校長（Third Master）。
1878年11月1日，獲任為「曰字樓孤子院」（Diocesan Home and Orphanage）校長。一年前，該校獲政府列入補助計畫 （Grant-in-Aid Scheme），轉為津貼學校。1882年，學校中文名稱改為「拔萃書室」。1891年，新翼落成，學校英文名稱改為Diocesan School and Orphanage。同年，校內女生已全數轉入飛利女校（Fairlea Girls' School，今協恩中學的前身之一），拔萃書室於是成為一所純男校。
1892年5月23日，定例局通過「拔萃書室條例」（The Ordinance of Diocesan School and Orphanage）。
1899年，拔萃女書室於拔萃書室附近的般咸道玫瑰行（Rose Villas）成立，由俾士兼任校長，以荷嘉（Ms. M. I. Hawker）為首席教師。此後六十餘年，女校一直掛在1892年設立的「拔萃書室條例」之下。1900年，俾士將女書室校長一職交接予初抵港的史及敦女士（Ms. E. S. Skipton）。1902年，拔萃書室更名為拔萃男書室（Diocesan Boys' School and Orphanage）。1912年，拔萃女書室計畫遷往九龍，拔萃男書室捐款萬元，予以補助。
1917年秋，俾士提出辭呈。次年5月正式退休，攜眷定居加拿大卑詩省域多利（Victoria B. C.）。
1941年10月3日，俾士於加拿大域多利去世，享壽八十五。

## 影響
俾士擔任曰字樓孤子院及拔萃書室校長近四十年，影響深遠，並一直著重學生的學業成績，學生先後在劍橋及牛津本地升學試 (Cambridge and Oxford Local Examinations) 中取得優秀的成績，令「曰字樓孤子院」聲名大噪，民間往往將俾士視作「曰字樓孤子院」的標誌，稱之為「俾士書館」、「俾士書院」，中文校名「拔萃」為俾士校長的英文姓氏Piercy吳語音譯。俾士去世後，香港《孖剌西報》 、《南華早報》等皆有顯著篇幅報道。《孖剌西報》指出，俾士对香港教育有不少贡献。

## 紀念
- 1918年俾士榮休之際，校友在校內設立俾士學業獎（Piercy Scholarships）。
- 1947年，拔萃男書院在重光後復校，俾士的哲嗣Arthur Piercy捐助俾士挑戰盾（Piercy Challenge Shield），得主為每年體育表現最優之社。
- 1949年，拔萃男書院成立俾士社（深藍社），代號為P，以資銘念。

## 家庭
- 父親：俾士牧師(Rev. George Piercy, 1829-1913) (與父親同名)，英國循道公會首位來華傳教士，中華循道公會(今香港基督教循道衞理聯合教會的前身之一)創辦人
- 母親：溫樂鍾(Joan Wannop, 1830－1878)，英國循道公會來華傳教士，中國第一所女子寄宿學校創辦人[3]
- 俾士育有四子一女，長子理查(Richard)，次子愛德華(James Edward)，三子亞瑟(Arthur)，四子哈律( Harold)，皆就讀於曰字樓